# سرباز سنگین‌اسلحه

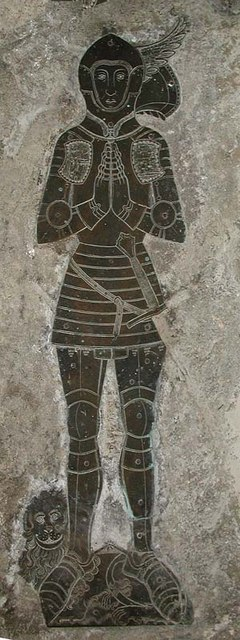
سرباز انگلیسی سنگین‌اسلحه، حوالی ۱۴۳۱

سرباز سنگین‌اسلحه (انگلیسی: Man-at-arms) رسته‌ای از سربازان در ارتش‌های قرون وسطای میانه تا عصر رنسانس بودند که معمولاً در استفاده از انواع سلاح‌ها، مهارت ویژه داشتند و قالباً به عنوان یک رسته سواره‌نظام سنگین زره‌پوش خدمت می کردند. علاوه بر نجیب‌زاده‌ها، چنین سربازانی می‌توانستند در قالب مزدور و یا متعهدین فئودالی هم باشند.